# Peroxidáza

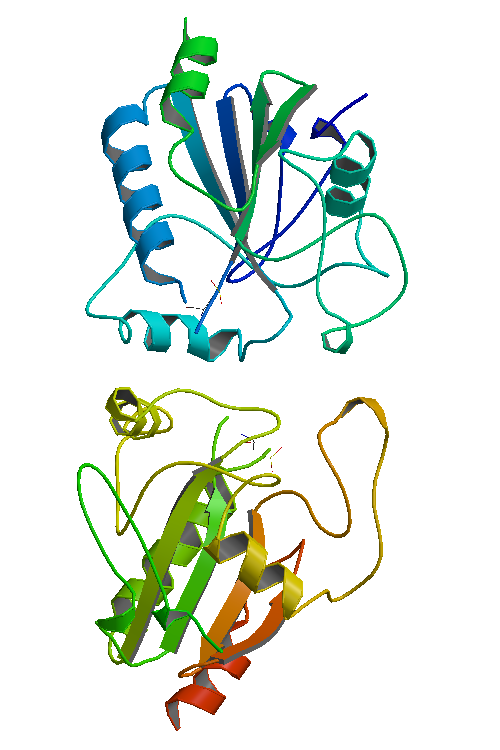
Glutathionperoxidáza 1

Peroxidáza (EC číslo 1.11.1.x) je označení pro enzymy, které typicky katalyzují reakce typu:
ROOR' + donor elektronů (2 e−) + 2H+ → ROH + R'OH

## Vlastnosti
Optimálním substrátem pro mnoho těchto enzymů je peroxid vodíku, jiné jsou ale aktivnější s organickými hydroperoxidy, například lipidovými peroxidy. Peroxidázy mohou obsahovat na svých aktivních místech kofaktor hem nebo rezidua redoxního cysteinu či selenocysteinu.
Povaha nukleofilů (elektronových donorů) je velmi závislá na struktuře enzymu.
- Například peroxidáza křenu selského (HRP) může použít jako donory a akceptory elektronů celou škálu organických sloučenin. Tato peroxidáza má snadno dostupné aktivní místo a mnoho sloučenin tedy může dosáhnout místo reakce.
- Pro enzymy jako cytochrom C peroxidáza jsou sloučeniny, které mohou fungovat jako donory elektronů, velmi specifické, protože mají velmi uzavřené aktivní místo.

Byť přesný mechanismus zatím nebyl objasněn, peroxidázy zřejmě hrají roli při posilování obrany rostlin proti patogenům. Peroxidázy se někdy používají jako histologické markery. Cytochrom C peroxidáza se používá jako rozpustný, snadno čistitelný model pro cytochrom C oxidázu.

## Konkrétní enzymy
Rodina glutathionperoxidáz je složena z osmi známých lidských izoform. Glutathionperoxidázy jako elektronový donor využívají glutathion a jsou aktivní jak s peroxidem vodíku, tak s organickými hydroperoxidy. Gpx1, Gpx2, Gpx3, a Gpx4 se ukázaly být enzymy obsahující selen, kdežto Gpx6 je selenobílkovina s výskytem u člověka a cystein obsahujícími homology u hlodavců.
Amyloid beta při vazbě na hem vykazuje peroxidázovou aktivitu.
Typickou skupinou peroxidáz jsou halogenperoxidázy. Tyto peroxidázy jsou schopny tvořit reaktivní halogenové skupiny a v důsledku toho pak přírodní organohalogenové sloučeniny.
Většinu peroxidázových bílkovinných sekvencí lze najít v databázi PeroxiBase.

## Použití
Peroxidázy lze použít pro úpravu průmyslových odpadních vod. Například fenoly, které jsou významnými polutanty, lze odstranit enzymaticky katalyzovanou polymerací za použití peroxidázy křenu selského. Fenoly se oxidují na fenoxidové radikály, které se účastní reakcí, kdy vznikají polymery a oligomery, které jsou méně toxické než fenoly.
Peroxidázy navíc mohou být alternativou k mnoha agresivním chemikáliím. Existuje mnoho výzkumu zabývajících se použitím peroxidáz v procesech výroby lepidel, počítačových čipů, autodílů a výstelky bubnů a konzerv.
Křenová peroxidáza se běžně používá v konjugaci s protilátkou při nepřímé detekci proteinů metodou western blot nebo v konjugaci s avidinem (viz Avidin-peroxidáza) pro detekci molekul značených biotinem. Detekce spočívá v detekci světla emitovaného při oxidaci luminolu katalyzované křenovou peroxidázou nebo oxidací substrátu, při které vzniká barevný, nerozpustný produkt.